# بطاقات جامحة
بطاقات جامحة (بالإنجليزية: Wild Cards)‏ عبارة عن سلسلة من مختارات العوالم المشتركة الخارقة للخيال العلمي وروايات الفسيفساء والروايات المنفردة. تم كتابتها بواسطة مجموعة من أكثر من أربعين مؤلفًا (يشار إليها باسم «ثقة البطاقات الجامحة» (بالإنجليزية: Wild Cards Trust)‏) وقام بتحريرها جورج ر. ر. مارتن وميليندا إم سنودجراس. تدور أحداث المسلسل بشكل كبير خلال تاريخ بديل للولايات المتحدة بعد الحرب العالمية الثانية، ويتتبع البشر الذين أصيبوا بفيروس بطاقة جامحة، وهو فيروس غريب يعيد كتابة الحمض النووي ويحول الناجين. يُعرف أولئك الذين يكتسبون ظروفًا جسدية معوقة و / أو بغيضة باسم جوكرز، بينما يُعرف أولئك الذين يكتسبون قدرات خارقة باسم الآس، ويُعرف أولئك الذين يكتسبون قوى ثانوية غير مهمة لا يستحقون أن يطلق عليهم الآس باسم دوسيس.

## وصلات خارجية
- الموقع الرسمي
- سلسلة بطاقات جامحة على ماكميلان للنشر، الشركة الأم لكتب تور
- بطاقات جامحة معرض الغلاف الفني على بطاقات جامحة الموقع الرسمي
- بطاقات جامحة على موسوعة الخيال العلمي [الإنجليزية]
- عالم بطاقات جامحة على قاعدة بيانات الخيال التأملي على الإنترنت